# Frankfurt-Leipziger Burschenschaft Arminia
Die Frankfurt-Leipziger Burschenschaft Arminia ist eine pflichtschlagende und farbentragende Studentenverbindung in Frankfurt am Main. Die Burschenschaft wurde 1860 gegründet und war Mitgründerin der Deutschen Burschenschaft, der Roten Richtung und der Initiative Burschenschaftliche Zukunft. Sie ist seit 2012 verbandsfrei und gilt besonders in den Reihen der CDU als politisch gut vernetzt. Ihre Mitglieder sind Studenten und ehemalige Studenten an Frankfurter Hochschulen und werden als „Arminen“ bezeichnet.

## Couleur und Wahlspruch
Die Arminia trägt schwarz-rot-goldene Couleur (von unten gelesen) mit karmesinroter Mütze. Füchse tragen keine besonderen Fuchsenfarben. Der Wahlspruch lautet Ehre, Freiheit, Vaterland.

## Geschichte

### Gründungszeit

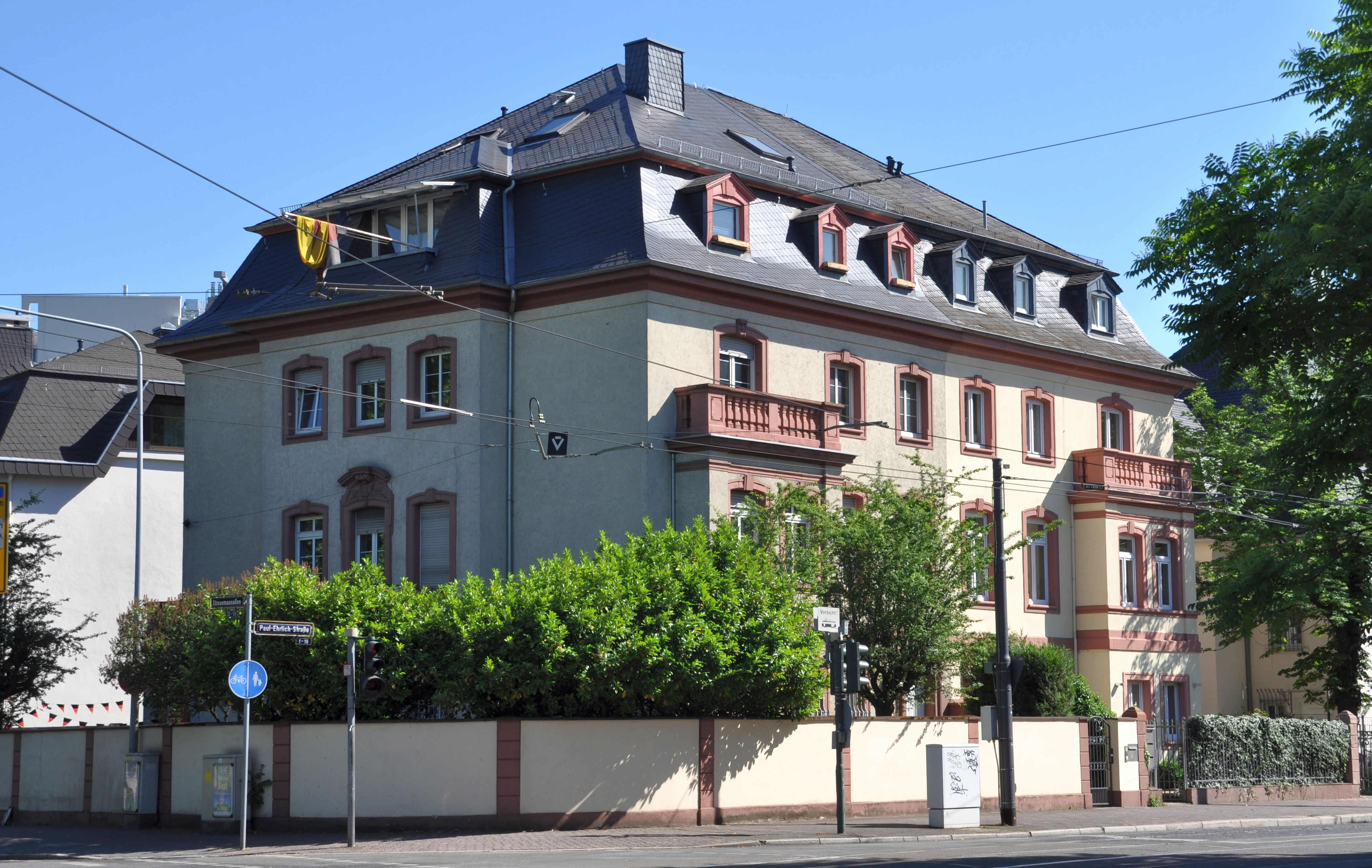
Haus der Arminia in Frankfurt am Main

Am 18. Juni 1860 gründete sich in Leipzig die studentische Vereinigung Arminia. Ein Jahr später wurde die Satzung vom Universitätsrektor als Burschenschaft anerkannt. 1902 war sie Gründungsmitglied der Deutschen Burschenschaft und deren erste Vorsitzende. Dort leitete sie unter anderem die Einweihung des Burschenschaftsdenkmals in Eisenach. Bis 1910 zählte die Burschenschaft Arminia Leipzig über 550 Mitglieder.
Schon bei Gründung der Universität Frankfurt am Main 1914 war innerhalb der Deutschen Burschenschaft die Gründung zweier Burschenschaften, einer roten und einer weißen, angedacht worden.

### Die Zeit der zwei Weltkriege
Dies verhinderte erst der Erste Weltkrieg, dann die Übersiedlung der beiden 1919 aus Straßburg vertriebenen Burschenschaften Arminia und Germania nach Frankfurt. 1922 verlegte Arminia Straßburg nach Tübingen und 1925 lehnte der Burschentag das Aufnahmegesuch der am 1. November 1913 gestifteten Verbindung Chattia Frankfurt, vormals eine wissenschaftliche Verbindung des Göttinger Kartells, ab, sodass eine burschenschaftliche Neugründung in Frankfurt am Main möglich wurde.
Durch Marburger und Leipziger Arminen sowie andere rote Burschenschafter gründete sich in Frankfurt am Main daher am 28. April 1926 die Frankfurter Burschenschaft Arminia. In diese gingen 1926 die nunmehrige Landsmannschaft Chattia und 1934 das Corps Moenania auf.
Nach der Selbstauflösung der aktiven Burschenschaften 1935 unterstützte die Altherrenschaft der Frankfurter Arminia die Kameradschaft Steckelberg des NS-Studentenbundes, die allerdings im Gegensatz zu vielen anderen Kameradschaften keine engere Beziehung zur Altherrenschaft aufbaute und sich nicht als Fortsetzung der Burschenschaft verstand. Die Kameradschaft nutzte auch nicht das Haus der Arminia, sondern ein von der Studentenschaft gemietetes Haus.

### Nachkriegszeit
Mit Ende des Zweiten Weltkrieges war für die Leipziger Arminen ein Verbleib in Leipzig nicht mehr möglich, darum schlossen sich 1949 die Alten Herren der Leipziger Arminia, aktive Studenten gab es keine, mit den Aktiven und den Alten Herren der Frankfurter Arminia zusammen zur Frankfurt-Leipziger Burschenschaft Arminia zu Frankfurt am Main. Seitdem führt die Verbindung einen Doppel-Zirkel doch weiterhin nur ein Band. Die Verbindung ist Träger der Frankfurter und auch der Leipziger Tradition. Daher gründete die Frankfurt-Leipziger Burschenschaft Arminia nach der Wende die Burschenschaft Arminia zu Leipzig. Weiter war sie Gründungsmitglied der Roten Richtung und der Burschenschaftlichen Initiative innerhalb der Deutschen Burschenschaft.
Die Arminia war die erste vom Rektorat nach dem Zweiten Weltkrieg anerkannte studentische Organisation an der Johann Wolfgang Goethe-Universität. Sie pflegt ein Freundschaftsverhältnis mit der Freiburger Burschenschaft Teutonia, der Alten Darmstädter Burschenschaft Germania, der Gießener Burschenschaft Germania und der Burschenschaft Arminia zu Leipzig.
Von 1947 bis 1955 hieß die Kaiserstraße in Frankfurt Friedrich-Ebert-Straße. Die Umbenennung war in der Bevölkerung wenig populär. In einer Nacht-und-Nebel-Aktion überklebten Aktive der Arminia alle Straßenschilder mit dem ursprünglichen Namen und informierten die Presse. Am 12. Mai 1955 wurde die Rückbenennung in Kaiserstraße beschlossen.

### Seit 1990
Zuletzt führte die Arminia im Geschäftsjahr 1998/99 als Vorsitzende die Deutsche Burschenschaft, wobei es ihr gelang Helmut Kohl als Festredner für den Burschentag zu gewinnen. Dies war das einzige Mal, dass ein amtierender oder ehemaliger Bundeskanzler am Burschentag sprach. Am 3. März 2012 begründete sie als eine von 21 Burschenschaften der Deutschen Burschenschaft die Initiative Burschenschaftliche Zukunft (IBZ), welcher sie seitdem angehört. Im Dezember 2012 erklärte sie ihren Austritt aus der Deutschen Burschenschaft und gehört seitdem keinem Korporationsverband mehr an.

## Bekannte Mitglieder
- Friedrich Bachmann (1884–1961), Politiker und Teilnehmer am Hitler-Attentat
- Max Berg, Professor für Psychologie
- Rudolf Bonnet (1889–1977), Professor für Stenographie, Historiker und Gründer und Leiter der Stenographischen Bibliothek Frankfurt
- Julius Blau (1861–1939), Rechtsanwalt, Notar, jüdischer Gemeindefunktionär
- Ernst Paul Brink (1856–1922), Oberbürgermeister von Glauchau, Initiator des Bismarckturmes
- Wilhelm Brink (1848–1912), Oberbürgermeister von Offenbach am Main
- Jens Ekkenga (* 1956), Rechtswissenschaftler und Hochschullehrer
- Harry Gerber (1888–1959), Historiker und Archivdirektor des Frankfurter Stadtarchives
- August Gleichmann, Theologe und Hofprediger des Herzogs Ernst von Coburg-Gotha
- Edmund Kurt Heller (1884–1954), Professor für Germanistik
- Robert Hofmann (1869–1943), Bürgermeister von Altenburg, 2. Bürgermeister von Leipzig
- Erich Hüttenhain (1905–1990), Kryptologe, Abteilungsleiter der Chiffrierungsabteilung des Oberkommandos der Wehrmacht
- Ernst Jerusalem (1845–1900), Generalsekretär der Nationalliberalen Partei
- Franz Jung (1888–1963), Schriftsteller, Mitgründer der Kommunistischen Arbeiterpartei Deutschlands (KAPD)
- Emil Jungmann (1846–1927), Professor für Philologie und Rektor der Thomasschule zu Leipzig
- Felix Klingemann (1863–1944), Chemiker, Entdecker der Japp-Klingemann-Reaktion
- Rudolf Körner (1892–1978), Turner, Olympiateilnehmer der Olympischen Spiele 1912, Mitglied des Admiralstabs
- Karl Larsen (1900–1978), Präsident des Deutschen Genossenschaftsverband
- Friedrich Leipner (1896–1957), Landrat in Pirna
- Wolfgang Lohmann (* 1935), MdB
- Hermann Lorenz (1860–1945), Studiendirektor, Archivar und Heimatforscher
- Ludwig Müffelmann (1853–1927), Freimaurer, Journalist und Schriftsteller
- Hugo von Muralt (1886–1974), preußischer Offizier, Vorsitzender des Hessischen Kriegerverbandes Chattia
- Alfred Paul Neff (1853–1934), Oberbürgermeister von Saarbrücken
- Walter Niens (1905–1999), Professor für Ingenieurswesen und AEG-Vorstand
- Johannes Rechenberger (1909–1982), Professor für Medizin
- Hans-Friedrich Rosenfeld (1899–1993), Germanist und Hochschullehrer
- Ernst Otto Schimmel (1889–1930), Oberbürgermeister von Glauchau
- Erich Süßenberger (1911–2007), Präsident des Deutschen Wetterdienstes
- Hugo Thiel (1839–1918), Geheimrat und maßgeblicher Entwickler der Saatzucht
- Kurt Versock (1895–1963), General und Ritterkreuzträger
- Felix Wahnschaffe (1851–1914), Professor für Geologie, Vorsitzender der Deutschen Geologischen Gesellschaft
- Fritz Wasgestian (* 1934), Professor für Chemie
- Arthur Wichmann (1851–1927), Professor für Geologie
- Wilhelm Wiegand (1851–1915), Professor für Geschichte, Historiker und Archivdirektor an der Universität Straßburg
- Friedrich Wigand (1887–1966), Abgeordneter des Preußischen Landtags (DVP)
- Heinrich Anton Wolf (1908–1984), Politiker und Verteidiger bei den Nürnberger Prozessen
- Max von Zabern (1903–1991), Landrat in Heidenheim

Mitgliederverzeichnis:
- Willy Nolte (Hrsg.): Burschenschafter-Stammrolle. Verzeichnis der Mitglieder der Deutschen Burschenschaft nach dem Stande vom Sommer-Semester 1934. Berlin 1934, S. 1028.